# Charles-Marie-François-Joseph Mazen
Charles-Marie-François-Joseph Mazen, francoski general, * 20. julij 1880, † 29. julij 1972.